# FK 바쿠
FK 바쿠(아제르바이잔어: Bakı FK)는 바쿠를 연고로 하는 아제르바이잔의 축구 클럽이다. 현재는 아제르바이잔의 2부 축구 리그인 아제르바이잔 퍼스트 디비전에 참가하고 있다.

## 성적
- 아제르바이잔 프리미어리그 2회 우승 (2005-06, 2008-09)
- 아제르바이잔 컵 3회 우승 (2004-05, 2009-10, 2011-12)

## 역대 감독
| 감독                      | 임기        |
| ------------------------- | ----------- |
| 알렉산드르스 스타르코우스 | 2011 ~      |
| 밀린코 판티치             | 2013 ~ 2014 |